# Mahawu
Mahawu je menší a v současnosti nečinná sopka na okraji čtvrtohorní kaldery Tondano, nacházející se na severním rameni indonéského ostrova Celebes. Vrchol, 1 324 m vysoké sopky, je zakončený kráterem s průměrem 180 m. Dnes ho vyplňuje kráterové jezero. Na severním okraji kráteru leží dva sypané kužele. Oproti svému sousedu, sopečnému komplexu Lokon-Empung, je Mahawu méně aktivní. Od roku 1789 proběhlo jen sedm erupcí, z nichž poslední se odehrála v listopadu 1977. Roku 1994 byla pozorována zvýšená aktivita fumarol, bahenních sopek a menších gejzírů na březích jezera.